# 武藤英明
武藤 英明（むとう ひであき、1964年4月19日 ）は、日本の実業家。1997年、株式会社ネクスト（現　株式会社LIFULL・東京都千代田区・東証プライム・証券番号2120）設立（設立発起人）。2002年、日本管理センター株式会社（現　株式会社JPMC　東京都千代田区・東証プライム　証券番号3276）の創業者で代表取締役 社長執行役員。2016年よりJPMCグループC.E.O（最高経営責任者）。

## 略歴
- 1988年 法政大学法学部法律学科卒業。
- 1997年 株式会社ネクスト（現　株式会社LIFULL）を設立、代表取締役に就任。
- 1999年 株式会社アパマンショップネットワーク（現　APAMAN株式会社）に入社、システム部長に就任。
- 2001年 株式会社原弘産（現：REVOLUTION）に入社、取締役に就任。
- 2001年 株式会社不動産ビジネス研究所を設立、代表取締役に就任。
- 2002年 日本管理センター株式会社（現　株式会社JPMC）を設立、代表取締役 社長執行役員（現任）に就任。
- 2012年 株式会社ムトウエンタープライズを設立、取締役（現任）に就任。
- 2016年 JPMCグループC.E.O（現任）に就任。

## 人物
国土交通省移住推進プロジェクト準備委員会委員、全国賃貸管理ビジネス協会新事業新商品開発委員会委員、財団法人日本賃貸住宅管理協会サブリース協議会協議員、日本賃貸住宅オーナー共済連合会専務理事を歴任。
趣味は温泉、スパ、グルメ、旅行、ドライブ、読書、映画鑑賞、料理。 全国各地で年間150回を超える講演を行う傍ら、移動の合間を縫い各地のグルメを探索する。

## 書籍

### 著書
2012年
- そのアパート経営は諦めるにはまだ早い!(2012年7月、角川マガジンズ、ISBN 4047318671)

2014年
- 賢い大家さんは賃貸で稼ぎながら相続税も節税する!(2014年11月、KADOKAWA/角川マガジンズ、ISBN 4047316717)

2016年
- 不動産投資は地方の高利回り物件を狙いなさい ― いま購入するなら非公開の埋蔵物件が断然おトク!(2016年9月、ダイヤモンド社、ISBN 4478100012)